# Faÿ-lès-Nemours
Faÿ-lès-Nemours is een gemeente in het Franse departement Seine-et-Marne (regio Île-de-France) en telt 458 inwoners (2004). De plaats maakt deel uit van het arrondissement Fontainebleau.

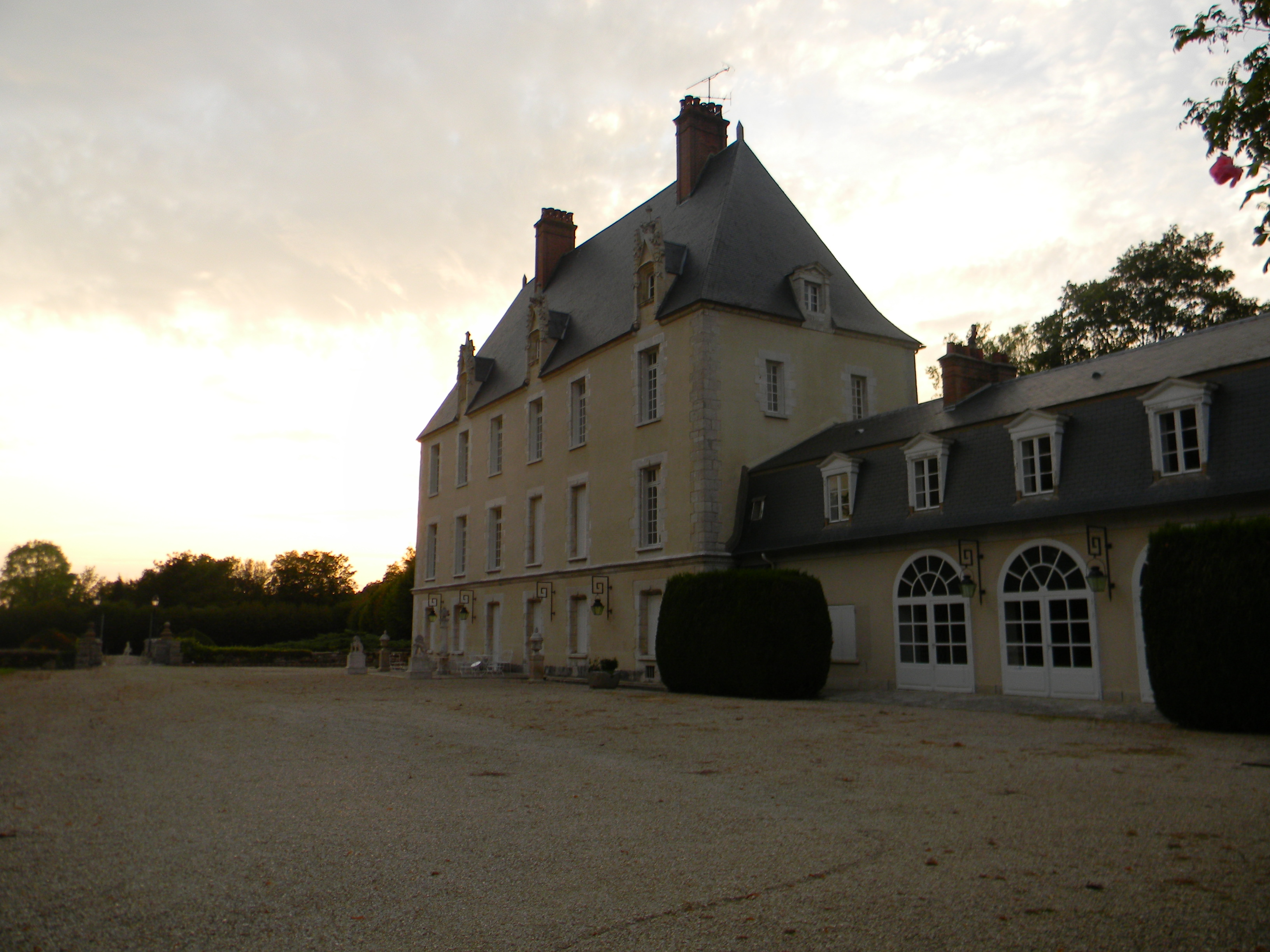
Kasteel van Faÿ-lès-Nemours
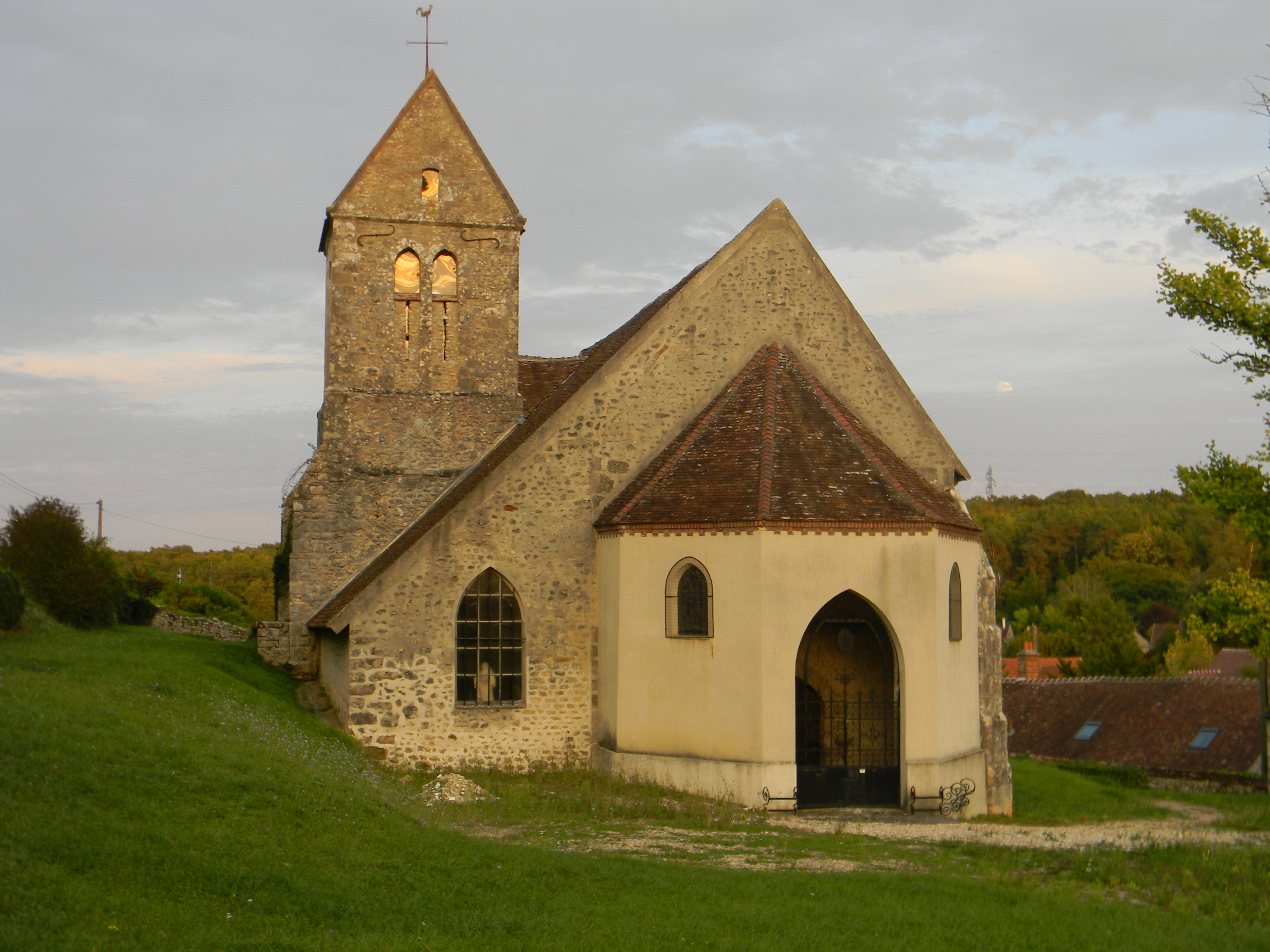
Kerk van St Sulpice in Faÿ-lès-Nemours

## Geografie
De oppervlakte van Faÿ-lès-Nemours bedraagt 7,8 km², de bevolkingsdichtheid is 58,7 inwoners per km².
De onderstaande kaart toont de ligging van Faÿ-lès-Nemours met de belangrijkste infrastructuur en aangrenzende gemeenten.

## Demografie
Onderstaande figuur toont het verloop van het inwonertal (bron: INSEE-tellingen).